# Cornanzém
Cornanzém (em grego clássico: Χορνανζημ; romaniz.: Chornanzēm; em persa médio: W-hwlncym; romaniz.:  Xwar(r)ānzēm; em parta: hwr‘nzmyE; romaniz.:  Xwar(r)ānzēm) foi uma nobre sassânida do século III.

## Nome
O nome Cornanzém (em grego: Χορνανζημ, Chornanzēm; em persa médio: W-hwlncym e em parta: hwr‘nzmyE, Xwar(r)ānzēm) está associado ao nome de Farranzém (Փառանձեմ, P’aṙanjem), a rainha consorte de Ársaces II (r. 350–368). Por conseguinte, esses nomes podem ter uma raiz comum no iraniano antigo *huarnah-~farnah-, "felicidade brilha". Hračʻya Ačaṙyan propôs que é possível que exista alguma ligação etimológica entre Farranzém e o nome Faranguis (فَرَنگیس), que foi registrado em avéstico como Vispã-fria (Vīspān-fryā) e em árabe como Vasfafaride (Vasfāfarīd) e Vasfafará (Vasfafarah).

## Vida

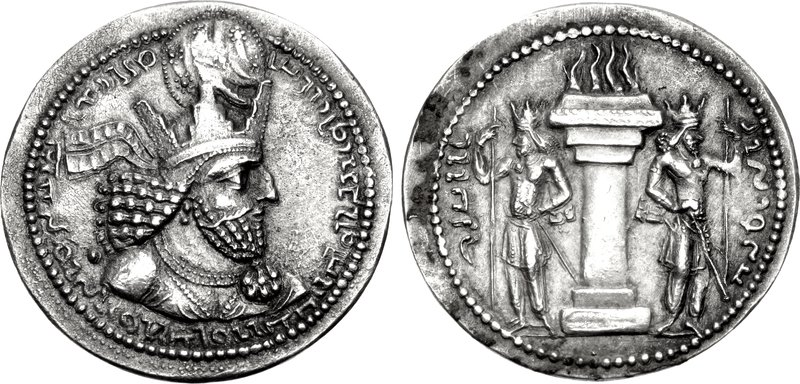
Dracma de Sapor cunhado ca. 240-244

As origens de Cornanzém são desconhecidas. A julgar por seu nome, pensa-se que fosse armênia ou ibera. Aparece na inscrição trilíngue Feitos do Divino Sapor do xá Sapor I entre os membros da casa reinante do Império Sassânida e é classificada com o título de "rainha imperial" (štry MLKTA [šahr bāmbišn] em persa; hštr MLKTE [šahr  bāmbišn] em parta; ethnus basilísses em grego). De acordo com a mesma inscrição, era mãe de Gorazducte.
Só a partir da inscrição não é possível determinar sua relação com a casa reinante e os autores dividem opiniões. Alguns sugerem-na como esposa de Artaxer I (r. 224–242), tendo talvez recebido seu título para fazer jus ao império que Artaxer estava construindo com suas guerras. Outros julgam que era esposa de Sapor e mãe do príncipe-herdeiro Hormisda I (r. 270–271), talvez recebendo do marido esse título por sua posição como progenitora do herdeiro. Alguns pensam que pode ser associado a Curdezade, filha de Mitraces, que Hâmeza de Ispaã alegou ter sido esposa de Sapor.